# Ponte di Piave
Ponte di Piave (Ponte de Piave in veneto) è un comune italiano di 8 294 abitanti della provincia di Treviso in Veneto.

## Storia
L'attuale territorio del comune di Ponte di Piave deriva dalla fusione in epoca napoleonica (Regno d'Italia) del Comune di Ponte di Piave (comprendente le allora frazioni di Negrisia, Levada e Fontane) e dell'ex comune di Busco con San Nicolò per regio decreto del 28/09/1810. Sempre durante il Regno d'Italia (1806-1814) si ritrova ad essere nel Dipartimento del Tagliamento (Distretto di Conegliano, Cantone di Oderzo).
Durante la prima guerra mondiale, trovandosi sulla linea di combattimento sul fiume Piave, lungo la direttiva Ponte di Piave-Fagarè, gli austriaci nel giugno del 1918 tentarono di raggiungere Treviso, durante la battaglia del solstizio. A Fagarè della Battaglia, dove oggi si può visitare un'ossario dedicato ai caduti della Grande Guerra, furono respinti nuovamente dai soldati italiani sulla sponda sinistra. Il fiume Piave essendo in quel periodo inoltre in piena, impossibilitò l'incursione degli Austroungarici nella sponda destra. Da qui la strofa «Il Piave mormorò, non passa lo straniero!» della canzone La leggenda del Piave.
Questa cittadina nei secoli ha sempre dovuto convivere con il fiume Piave e le sue frequenti piene, esso infatti ha un regime a carattere torrentizio e la sua portata dipende considerevolmente dagli invasi posti a monte. Ancora in memoria a gran parte della cittadinanza, l'alluvione del 4 novembre 1966. Il Fiume Piave in piena spaccò l’argine tra la frazione di Negrisia ed il capoluogo e di conseguenza le impietose acque scesero per Ponte di Piave allagando il territorio comunale (esclusa Negrisia) ed i dintorni, provocando ingenti danni alle infrastrutture dei luoghi ed alla agricoltura dei paesi colpiti. In quelle tragiche ore durante una missione di soccorso morì Eros Perinotto, militare di servizio su di un carro armato. Il mezzo precipitò in una voragine d'acqua provocata dal crollo del ponte sul canale Grassaga nella strada Callalta tra Ponte di Piave e Levada. In memoria di questo militare, vi è un monumento in piazza Garibaldi a Ponte di Piave nei pressi dell'arena dell'amicizia e gli è stata intitolata anche una via del paese sempre a Ponte di Piave.

### Simboli
Lo stemma e il gonfalone del comune di Ponte di Piave sono stati concessi con decreto del Presidente della Repubblica n. 1154 del 14 aprile 1980.
Il torrione rappresenta l'antico castello che vide grandi battaglie nel XIV secolo.
Il gonfalone è un drappo troncato di rosso e di bianco.

## Monumenti e luoghi d'interesse

### Ville venete
Di seguito è riportato un elenco delle ville venete presenti sul territorio comunale di Ponte di Piave:
- Villa Giustinian Rechsteiner Stepski Doliwa[7]
- Villa Segato Uzzielli[8]
- Villa Wiel Tommaseo Ponzetta[9]
- Villa Wiel Zambon Spilimbergo[10]
- Villa Zeno Soranzo Rossi[11]

### Agricoltura
Ponte di Piave, fa parte delle città del vino, è nel cuore della DOC Piave, DOC Prosecco e DOC Venezia ed è ricca di produttori viti-vinicoli. Nelle periferie del paese ad ogni strada c'è almeno una cantina e il territorio è ricoperto da nuovi e antichi vigneti. I vitigni più coltivati sono Glera (su cui si basa la DOC Prosecco), Pinot Grigio, Merlot, Carménère, Cabernet Franc e, non ultimi, i vitigni Raboso (Raboso Piave e Raboso Veronese), da sempre coltivato in queste zone dove i terreni argillosi pesanti fanno sì che si esprimano al meglio. L'ecosistema locale permette di ottenere prodotti di grande qualità caratterizzati da una notevole complessità aromatica. Nel territorio comunale sono presenti numerosi sistemi di allevamento dai più storici e non meccanizzabili come la Bellussera (o Bellussi) e il Sylvoz a quelli più moderni e meccanizzabili come il GDC, cortina semplice, cordone speronato, guyot e doppio capovolto. Presente in prossimità del centro del paese la storica cantina sociale nata nel 1948. Camminando lungo l'argine si può apprezzare la moltitudine di vigneti da cui si ottengono vini unici, ma anche la coltivazione di altre colture erbacee in particolare mais e frumento, ma anche leguminose come la soia. Notevole, soprattutto in area golenale, la superficie dedicata ad area boschiva, questo ha permesso la creazione di un habitat ideale per numerose specie faunistiche.

## Società

### Evoluzione demografica
Abitanti censiti

### Etnie e minoranze straniere
Al 31 dicembre 2017 gli stranieri residenti nel comune erano 1 298, ovvero il 15,5% della popolazione. Di seguito sono riportati i gruppi più consistenti:
1. Romania 387
2. Senegal 139
3. Marocco 107
4. India 107
5. Cina 96
6. Macedonia 82
7. Albania 73
8. Bosnia ed Erzegovina 46
9. Algeria 31
10. Moldavia 31

## Geografia antropica

### Frazioni
- Negrisia conta circa 1 800 abitanti
- Levada conta circa 1 300 abitanti.

Il nome levada in lingua veneta sta per "terra alzata"
- Busco
- San Nicolò conta circa 200 abitanti.

Le piazze più vissute del capoluogo sono piazza Marco Polo, che ospita il mercato del paese ogni sabato mattina ed i mercatini di Natale e piazza Garibaldi, con un ampio spazio verde attrezzato per i bambini e l'arena, dove annualmente si svolgono svariate iniziative ludico-culturali tra cui spettacoli di danza, concorsi di bellezza, concerti (etc.).

### Diocesi
Ponte di Piave è uno dei comuni del Veneto attraversato dai confini di due diocesi: il capoluogo e le due frazioni principali Negrisia e Levada fanno parte della diocesi di Treviso; mentre le frazioni di Busco e San Nicolò fanno parte della diocesi di Vittorio Veneto.

## Infrastrutture e trasporti

### Strade
Il comune è attraversato dalla SS53, oltre che alla rete di strade provinciali.

### Ferrovie
Lungo il suo territorio comunale, passa la ferrovia Treviso-Portogruaro, ed il comune è servito dall'omonima stazione.

## Amministrazione

### Gemellaggi
- Castelginest, dal 17 ottobre 1987[14]

### Altre informazioni amministrative
La circoscrizione territoriale ha subito le seguenti modifiche: nel 1902 aggregazione della frazione Fagarè staccata dal comune di San Biagio di Callalta (Censimento 1901: pop. res. 113); nel 1907 aggregazione di parte della frazione Saletto staccata dal comune di Breda di Piave (Censimento 1901: pop. res. 103).

## Sport

### Baseball
L'ICM Ponte Baseball è la squadra di baseball della città, la quale al termine della stagione 2009 è promossa in Serie A federale. È la seconda squadra del Veneto in ordine d'importanza dopo l'Ilcea Rovigo. È alla sua prima partecipazione al massimo Campionato italiano di baseball dilettantistico.

### Basket
Il Basket Ponte 06 è la maggiore società di pallacanestro di Ponte di Piave. Milita in Promozione dalla stagione 2011-12, dopo averci già giocato nel 2008-09, stagione culminata con il raggiungimento della gara3 delle semifinali play-off.